# Pauli Jørgensen
Pauli Jørgensen (Frederiksberg, 4 dicembre 1905 – 30 ottobre 1993) è stato un calciatore danese, di ruolo attaccante.

## Carriera
È il terzo cannoniere di sempre della nazionale danese.

## Palmarès

### Giocatore

#### Competizioni nazionali
- Campionato danese: 5

Frem: 1931, 1933, 1936, 1941, 1944